# Christian Otto (Politiker, 1949)
Christian Otto (* 1949) ist ein deutscher Politiker (CDU). Er war von 1990 bis 1994 Landrat des Landkreises Zwickau und von 1994 bis 2008 des Landkreises Zwickauer Land.
Der Diplom-Verkehrsbauingenieur Otto wurde nach der Wende auf der konstituierenden Sitzung des Kreistages Zwickau am 28. Mai 1990 zum Landrat gewählt. Mit der Kreisreform vom 1. August 1994 wurde der Kreis mit dem Kreis Werdau zum Landkreis Zwickauer Land zusammengeschlossen. Otto wurde Landrat des größer gewordenen Kreises. 
Zum 1. August 2008 wurde der Kreis Zwickau erneut in seiner Zusammensetzung geändert. Otto äußerte sich gewillt, erneut Landrat des neuen Landkreises zu werden. Anfang März 2008 gab er dann bekannt, für den Landratsposten des neu zu bildenden Landkreises nicht zu kandidieren. Stattdessen strebte er ein Mandat im sächsischen Landtag an, verpasste jedoch auf Listenplatz 17 bei der Landtagswahl in Sachsen 2009 deutlich den Einzug in das Landesparlament.
Er ist außerdem ehrenamtliches Mitglied im Kulturkonvent des Kulturraumes Zwickauer Land. Am 29. Februar 2012 wurde ihm die Silberne Bürgermedaille des Landkreises Kulmbach verliehen.